# Boppelsen
Boppelsen (gsw. Bopplisse) – miejscowość i gmina (Politische Gemeinde) w północnej Szwajcarii, w kantonie Zurych, w okręgu (Bezirk) Dielsdorf.  

## Demografia
W Boppelsen mieszkają 1454 osoby. W 2021 roku 12,9% populacji gminy stanowiły osoby urodzone poza Szwajcarią.